# Gheorghe Zaman
Gheorghe Zaman (n. 13 iunie 1942, Bucșani, România – d. 8 octombrie 2021, București, România) a fost un economist român, membru corespondent al Academiei Române din anul 2001.